# أيائل
الأيائل (الاسم العلمي: Cervoidea) هو فوق فصيلة من الحيوانات يتبع رتيبة المجترات من رتبة مزدوجات الأصابع.

## التصنيف
- فصيلة الأيليات
  - أسرة أيائل العالم القديم
  - أسرة أيائل العالم الجديد
    - جنس أيل الشادن
    - جنس أيل البودو
- فصيلة الأيائل المسكية
  - أسرة أيلاوات مسكية
    - جنس الأيل المسكي